# Magnat (film)
A nu se confunda cu Magnatul (film)
Magnat este un film dramatic istoric psihologic polonez din 1987 care a fost regizat de Filip Bajon. Este considerat a fi cel mai important film al lui Filip Bajon.
În 2004, Magnat a fost inclus în lista celor mai bune 100 de filme poloneze din toate timpurile.

## Prezentare

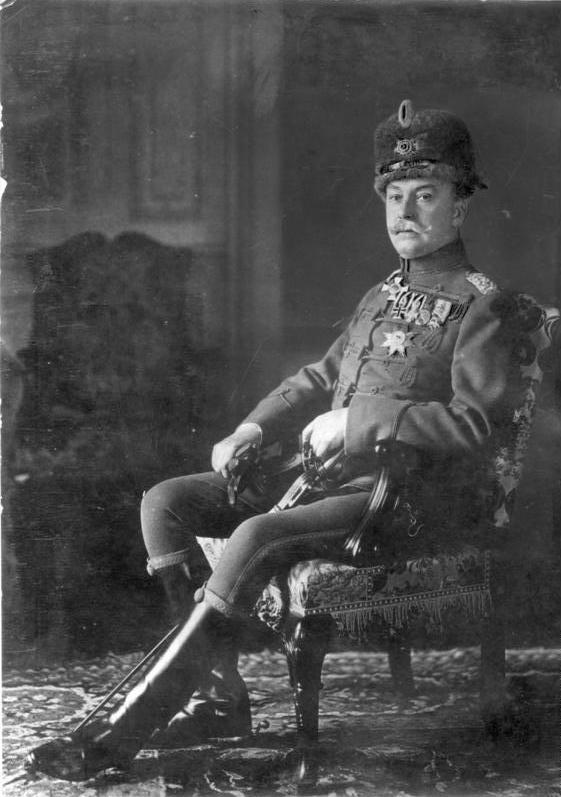
Filmul se bazează pe viața prințului de Pless, Hans Heinrich al XV-lea von Hochberg (Jan Henryk).

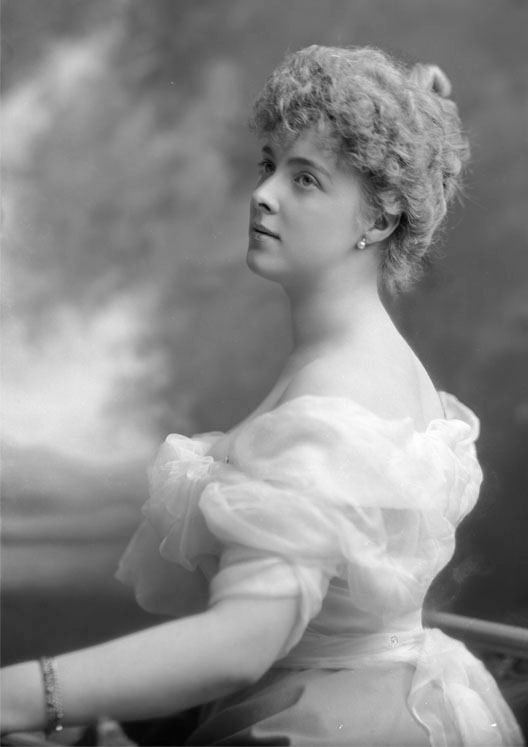
Daisy, prințesa de Pless, născută în Ruthin din Țara Galilor.

Prezintă istoria familiei von Pless (în film numele a fost schimbat în von Teuss) din 1900 până în era nazistă (1938).
În anul 1900, împăratul german Wilhelm al II-lea a fost invitat la o vânătoare de zimbri în cabana de vânătoare și pe moșia unui bogat industriaș și om de afaceri, prințul Hans Heinrich al XV-lea (din familia von Teuss în film, von Hochberg în realitate) din Silezia controlată de germani. Împăratul, mulțumit de serviciile diplomatice ale prințului pentru țară și fermecat de tânăra sa soție de origine galeză, Daisy, îi oferă acestuia o poziție profitabilă. Prințul este obligat să aleagă: fie să devină Mare Vânător al Coroanei și să primească pământuri în plus pentru construirea unor noi fabrici, mine de cărbune și fabrici, fie să devină ambasador al Imperiului German la Londra. Aflat sub presiunea constantă a soției sale de a alege funcția de ambasador, Hans Heinrich decide să aleagă totuși funcția de Mare Vânător al Imperiului. Ulterior, prințesa Daisy se duce la împărat pentru a cere ajutor pentru a scăpa de soțul ei tiran, cinic și obsedat. După refuzul acestuia, ea se implică într-o aventură scandaloasă care va avea ulterior consecințe devastatoare asupra familiei von Teuss și a căsătoriei acestora. Prințul a divorțat în cele din urmă de Daisy în anii 1920.
La primirea terenului de la Wilhelm al II-lea, Hans Heinrich al XV-lea, în timp ce se afla la un eveniment din apropierea palatului său rezidențial, decide să ofere teritoriile câștigate servitorului său loial german, consilierul și colaboratorul său de la curte, Heinberg. Inteligentul Heinberg, care are cunoștințe evidente despre resursele naturale din jur, decide să construiască o mină de cărbune în loc să păstreze intactă ecologia pădurii și devine inițiatorul noii înființate și mai târziu foarte puternicei companii Heinberg Gruppe (Grupul Heinberg). În curând Heinberg începe să afirme că strămoșii săi au slujit familiei von Teuss de zeci de ani și că el va fi ultimul care va fi „sclav” pe moșia lor. Prințul, prima dată șocat, dar mai târziu împăcat cu noua situație, își dă seama că a făcut o greșeală care îl va costa mai târziu întreaga sa investiție în minele de cărbune și îi va afecta implicarea în piața comercială central-vest-europeană și globală. Heinberg, după ce a devenit acționar, în cele din urmă va prelua întreaga sa afacere.
În 1932, muncitorii și administrația fabricii de mine de cărbune von Teuss primesc vești îngrijorătoare: ei cred că prințul este pe moarte la palatul său din Pszczyna, care a devenit parte a nou-înființatei A Doua Republici Poloneze după Primul Război Mondial. Unul dintre funcționarii săi de la birouri, numit Nelke, cu tot respectul, consideră că moartea lui ar trebui să fie celebrată și, după ce dă drumul la sirene, îl ucide accidental pe unul dintre săpătorii/muncitorii din mină (care, distras de zgomotul sirenei, a fost zdrobit de un vagon). Mai târziu, întregul personal îl învinovățește pe Nelke pentru acest lucru, iar muncitorii cer bani mai mulți pentru familia decedatului. Prințul, auzind zgomotele de afară, le spune că nu va muri curând deoarece mai este mult de muncă în această industrie. Acest lucru îl îngrijorează pe fiul său cel mic Bolko, care s-a îndrăgostit recent de tânăra sa mamă vitregă Marisca, o aventuroasă străină în căutarea unui profit.
În același timp, Franzel, cel mai mare dintre cei trei fii ai săi, vizitează fabricile de producție Heinberg Gruppe din Westfalia, în Germania. El încearcă să colaboreze cu Heinberg pentru a primi înapoi bunurile pierdute care au fost vândute de familia von Teuss pentru a achita datoriile sale mari. Pentru a câștiga pe deplin încrederea lui Heinberg, Franzel se implică în secret în afaceri naziste și face împrumuturi de la băncile celui de-Al Treilea Reich.
Franzel și Conrad sunt chemați mai târziu la reședința tatălui lor pentru a negocia conflictul în privința moștenirii. Hans Heinrich, deja paralizat și cu o stare de sănătate precară, susține că niciunul dintre ei nu ar trebui să moștenească o sumă atât de mare de datorii, prin urmare, el decide să aibă un alt copil cu Marisca. Acest lucru îl enervează foarte mult pe fiul său cel mic Bolko (deja prezent în reședință), căruia i se reproșează ulterior că a cheltuit toate economiile rămase în cazinouri și în alte locuri publice. Conrad este acuzat că are o relație homosexuală cu fiul lui Zbierski și că nu poate avea un moștenitor, iar Franzel este cunoscut deja pentru simpatiile sale pentru politicile naziste. Franzel este ales pentru a fi șeful dinastiei, întrucât tatăl său, aflat deja în scaunul cu rotile, nu își poate îndeplini atribuțiile.
În cele din urmă, după ce Hans Heinrich, cu ajutorul noului său consilier loial, managerul Zbierski, cunoscut sub numele de Wróżka și al secretarului său Kazimierz, a aflat că toate economiile personale au fost trimise lui Hitler pentru a asigura reputația partidului nazist, îl eliberează pe Franzel din funcție și îl pune pe Conrad la conducere. Ulterior face un anunț despre decizia sa către muncitorii din districtul industrial. Între timp, Bolko este arestat în Germania Nazistă și este suspectat de fraudă și de spionaj de către Gestapo.
După ce a fost eliberat dintr-o închisoare nazistă, Bolko este dus în siguranță în Polonia, dar neașteptat moare la sosirea sa în reședință, în timp ce Franzel este exclus din familie și lăsat fără niciun venit - lucru pentru care își blestemă tatăl. După el de-Al Doilea Război Mondial, Conrad, după moartea prințului Hans Heinrich, devine singurul moștenitor al averii, dar își dă seama curând că toate bunurile și moșiile sale, inclusiv districtul industrial și fabricile, au fost confiscate de guvernul comunist al Republicii Populare Polone. Atunci își dă seama de lupta propriei sale familii pentru ceva mai important decât banii, cum ar fi încrederea și dragostea.

## Distribuție
| Rol                             | Actor                 |
| ------------------------------- | --------------------- |
| Zbierski                        | Jerzy Bińczycki       |
| Prințul Hans Heinrich al XV-lea | Jan Nowicki           |
| Marisca                         | Grażyna Szapołowska   |
| Sztygar Grela                   | Jerzy Trela           |
| Franzel                         | Olgierd Łukaszewicz   |
| Kazimierz                       | Zygmunt Bielawski     |
| Bolko                           | Bogusław Linda        |
| Daisy                           | Maria Gładkowska      |
| Conrad                          | Jan Englert           |
| Wilhelm al II-lea               | Alfred Struwe         |
| Gosche                          | Henryk Bista          |
| Lekarz                          | Ryszard Mróz          |
| Mathilda                        | Barbara Rachwalska    |
| Opiekunka Jolanty               | Czesława Pszczolińska |
| Missy                           | Mirosława Marcheluk   |
| Nelke                           | Włodzimierz Musiał    |
| Alojzy                          | Aleksander Fogiel     |
| tânărul Conrad                  | Rafał Wieczyński      |
| Heindberg                       | Rolf Hoppe            |

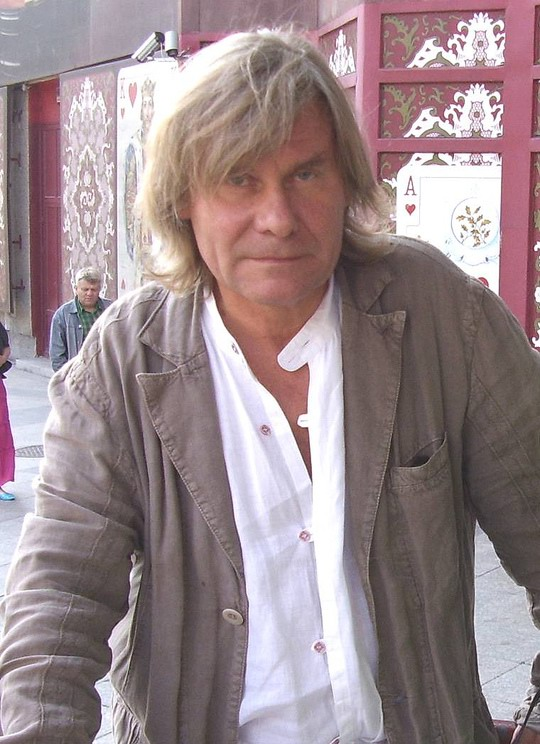
Regizorul filmului, Filip Bajon, în 2007.

În alte roluri: Jan Bógdoł, Stanisław Jaroszyński.

## Producție

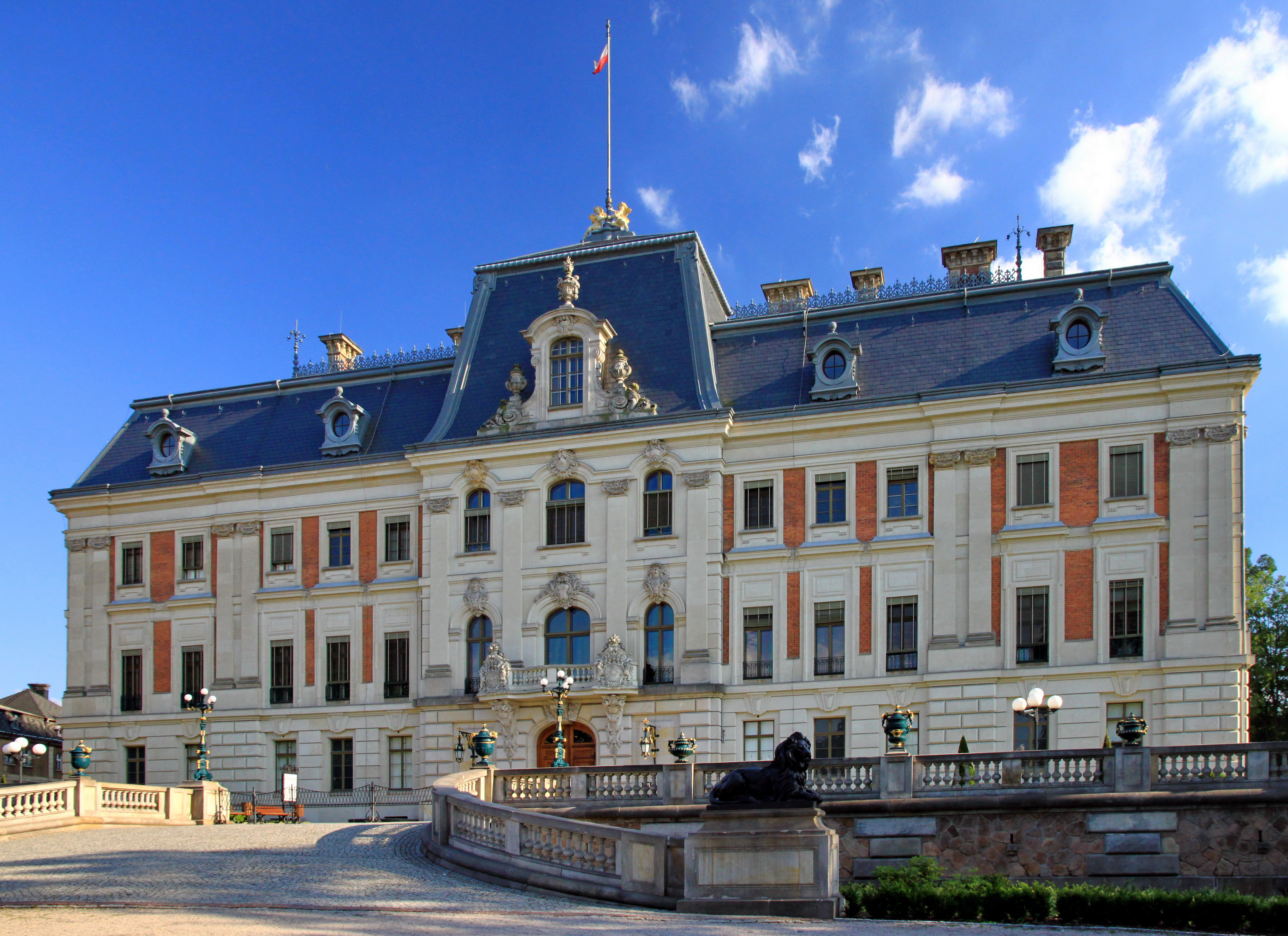
Castelul Pszczyna.

Filmările principale au început cu un an mai devreme, cu un program planificat de aproximativ 2 săptămâni. Filmările au avut loc în voievodatele Silezia Superioară și Inferioară din sud-vestul Poloniei. Filmările interioare ale reședinței familiei von Teuss au avut loc în interiorul actualului castel Pszczyna, sediul prinților de Pless, în timp ce filmările exterioare au fost filmate în jurul orașelor Pszczyna, Książ și Bielsko-Biała. Scenele care au loc în Germania nazistă au fost filmate la Poznań și în interiorul Castelului Imperial din Poznań. Filip Bajon, producătorul și regizorul filmului, s-a plâns adesea de exteriorul castelului, care se afla într-o stare proastă. Fațada complexului avea nevoie de o refacere imediată, dar consiliul municipal a refuzat să împrumute bani pentru restaurare, crezând că este prea costisitor și că filmul nu va aduce niciun profit. În cele din urmă, Bajon a decis că fațada carbonizată de fumul din cartierul industrial înconjurător s-ar potrivi în mod ideal contextului și intrigii filmului, axată pe secretele întunecate ale unui maniac și pe relația sa deteriorată cu familia princiară. Bajon s-a gândit, de asemenea, să realizeze filmul complet în alb și negru pentru a minimiza efectul vizibil al poluării aerului atunci când au fost făcute filmări în culori, dar ulterior a renunțat la idee.
Filmul este dedicat amintirii lui Marcin Isajewicz și al Krystynei Krasińska, care au murit într-un accident de mașină în timpul filmărilor.
Regizorii secunzi ai filmului au fost Jerzy Moniak, Renata Sobczak și Lidia Wołk-Karaczewska. Coloana sonoră a fost creată de Jerzy Satanowski și a fost interpretată de orchestra Marelui Teatru - Opera Națională (Varșovia), dirijată de Robert Satanowski. Filmul este o coproducție Echipa Tor Film (Polonia) și Manfred Durniok Produktion (Berlin).
Ca și la alte filme poloneze, în timpul producției filmului a fost realizat și un serial TV, Biała wizytówka (același regizor, aceeași distribuție), cu  6 episoade a câte aproximativ 55 de minute, având același subiect - despre viața familiei magnatului von Teuss (von Pless). Serialul a fost produs în 1986, a avut premiera TV în 1989.

## Recepție
Filmatul a fost lăudat atât de criticii de film din țară, cât și cei din străinătate. Bogusław Linda a primit la Gdynia, în 1987, de la Film Polski (Industria poloneză a filmului) un premiu special pentru rolul său din acest film. Deși este recunoscut ca o capodoperă a cinematografiei poloneze din anii 1980, filmul a fost adesea criticat de publicul larg și de unii dintre membrii în viață ai familiei princiare pentru inexactitatea sa istorică, în special pentru schimbarea numelor personajelor și a altor titluri care au provocat confuzie în rândul publicului. În special, numele original aristocratic „von Hochberg” a fost schimbat în „von Teuss”.
Magnat este considerat a fi cel mai important film al lui Filip Bajon și este unul dintre cele mai bune filme poloneze din toate timpurile.

## Premii
- 1987 - Maria Gładkowska, Premiul Zbigniew Cybulski
- 1987 - Bogusław Linda, cel mai bun actor al Festivalului de film polonez de la Gdynia
- 1987 - Filip Bajon, Premiul special al juriului la Festivalul de film polonez de la Gdynia
- 1987 - Piotr Sobociński, Premiul Președintelui Cinematografiei
- 1988 - Filip Bajon, Premiul Președintelui Comitetului Cinematografiei